# Pletený Újezd
Obec Pletený Újezd (hovorově Pleteňák) se nachází v okrese Kladno, kraj Středočeský, při jihovýchodním úpatí Kožové hory, zhruba 4,5 km jižně od Kladna a 22 km západně od Prahy. Žije zde 675 obyvatel.
Asi 2 km severně od obce leží kladenské sídliště Kročehlavy, jižně od ní Braškov, Kyšice a Unhošť, na západ Velká Dobrá a na východ pak Velké a Malé Přítočno. Jižně kolem obce vede dálnice D6/E48 a východně od ní železnice Kladno – Praha.

## Historie
První písemná zmínka o vsi pochází z roku 1354, kdy se připomíná Mařík z Dolan a Újezda.
Kolem roku 1400 patřil díl vsi králi Václavu IV. a část z tohoto dílu byla svěřena Hanuši Milheimovi z Pardubic (spoluzakladateli kaple Betlémské v Praze), který zde určil této kapli roční plat osmi kop 50 grošů na šesti dvorech, ale záhy přenesl tento plat jinam (pravděpodobně do Červeného Újezda). V prvé polovině 16. století vlastnil Pletený Újezd Jetřich Bezdružický z Kolovrat. Po jeho smrti roku 1548 zdědil ves Vladislav Bezdružický, jenž sídlil na Buštěhradě a od té doby patřil Pletený Újezd k buštěhradskému panství. Zbyněk Novohradský z Kolovrat pak daroval roku 1630 za věrné služby „celý vypálený a pustý Újezd“ Adamovi ze Sobětic na dožití jeho dětí.
Obec byla hned na začátku třicetileté války poničena a vypálena. Znovu vystavěna a osídlena pak byla až po deseti letech (8. června 1630) za zmiňovaného Adama ze Sobětic.
Na okraji obce se nacházel šibeniční vrch, na kterém skončil život nejméně 15 odsouzených k smrti. Šibenice byla za první světové války, roku 1915, rozebrána.
K říjnu 2010 zde bylo trvale přihlášeno 477 obyvatel, počet domů s přiděleným č.p. byl k tomuto datu 195. V roce 2014 zde žilo 519 obyvatel.

### Územněsprávní začlenění
Dějiny územněsprávního začleňování zahrnují období od roku 1850 do současnosti. V chronologickém přehledu je uvedena územně administrativní příslušnost obce v roce, kdy ke změně došlo:
- 1850 země česká, kraj Praha, politický okres Smíchov, soudní okres Unhošť[6]
- 1855 země česká, kraj Praha, soudní okres Unhošť[6]
- 1868 země česká, politický okres Smíchov, soudní okres Unhošť[6]
- 1893 země česká, politický okres Kladno, soudní okres Unhošť[7]
- 1939 země česká, Oberlandrat Kladno, politický okres Kladno, soudní okres Unhošť[8]
- 1942 země česká, Oberlandrat Praha, politický okres Kladno, soudní okres Unhošť[9]
- 1945 země česká, správní okres Kladno, soudní okres Unhošť[10]
- 1949 Pražský kraj, okres Kladno[11]
- 1960 Středočeský kraj, okres Kladno[12]

### Rok 1932
Ve vsi Pletený Újezd (490 obyvatel) byly v roce 1932 evidovány tyto živnosti a obchody: 4 hostince, krejčí, půjčovna mlátičky, 3 obuvníci, 2 řezníci, 4 obchody se smíšeným zbožím.

### Znak a vlajka
V roce 2011 obec získala rozhodnutím předsedy Poslanecké sněmovny Parlamentu ČR znak a vlajku obce (ve smyslu ustanovení §34a zákona o obcích). Do té doby neformálně používaný znak obce nemohl (zobrazoval rozhlednu – soukromé vlastnictví, součást CI právnické osoby) být použit, proto byla zastupiteli se starostou Kolbekem zvolena varianta zobrazující orlici z erbu pánů z Kolovrat (obráceného zbarvení) a plot, neboť se předpokládá, že původní název obce byl Plotěný Újezd.

## Samospráva
Zastupitelstvo obce je sedmičlenné, posledních voleb se účastnili tři volební strany a tyto získali 4,2,1 mandát. V současné době je zastupitelstvo pětičlenné po rezignaci starosty a místostarosty, následně rezignovala další významná část zastupitelstva. V obci neprobíhá činnost žádných čistě politických stran, ani tyto nejsou zastoupeny v zastupitelstvu. Samosprávu zastupuje řada komisí, funkce jsou rozděleny rovnoměrně mezi všechny členy zastupitelstva.

## Doprava
- Silniční doprava – Do obce vedou silnice III. třídy. (Unhošť, Braškov, Kladno). Územím obce prochází dálnice D6, obec leží mezi exity 12 (Unhošť) a 16 (Velká Dobrá). Okrajem území obce vede silnice II/118 v úseku Beroun - Kladno.

- Železniční doprava – Území obce protíná trať 120 z Prahy do Kladna a Rakovníka. Železniční stanice na území obce není, je plánována v rámci modernizace trati a výstavby rychlodráha Kladno-Praha. Nejblíže obci je železniční stanice Kladno ve vzdálenosti 3 km ležící na trati 120 z Prahy do Rakovníka. V Kladně z ní odbočuje trať 093 do Kralup nad Vltavou.

- Autobusová doprava – V katastru obce se nachází dvě autobusové zastávky (Pletený Újezd a Pletený Újezd,Křižovatka), kterými od prosince 2019 projíždí autobusová linka 630 (Kladno,Aut.Nádr. – Pletený Újezd – Braškov – Unhošť,Nám. – Malé Kyšice – Chyňava – Železná – Beroun)[16]

## Pamětihodnosti
- Usedlost č. 5
- Kaplička sv. Václava na návsi, pravděpodobně z r. 1864

## Galerie

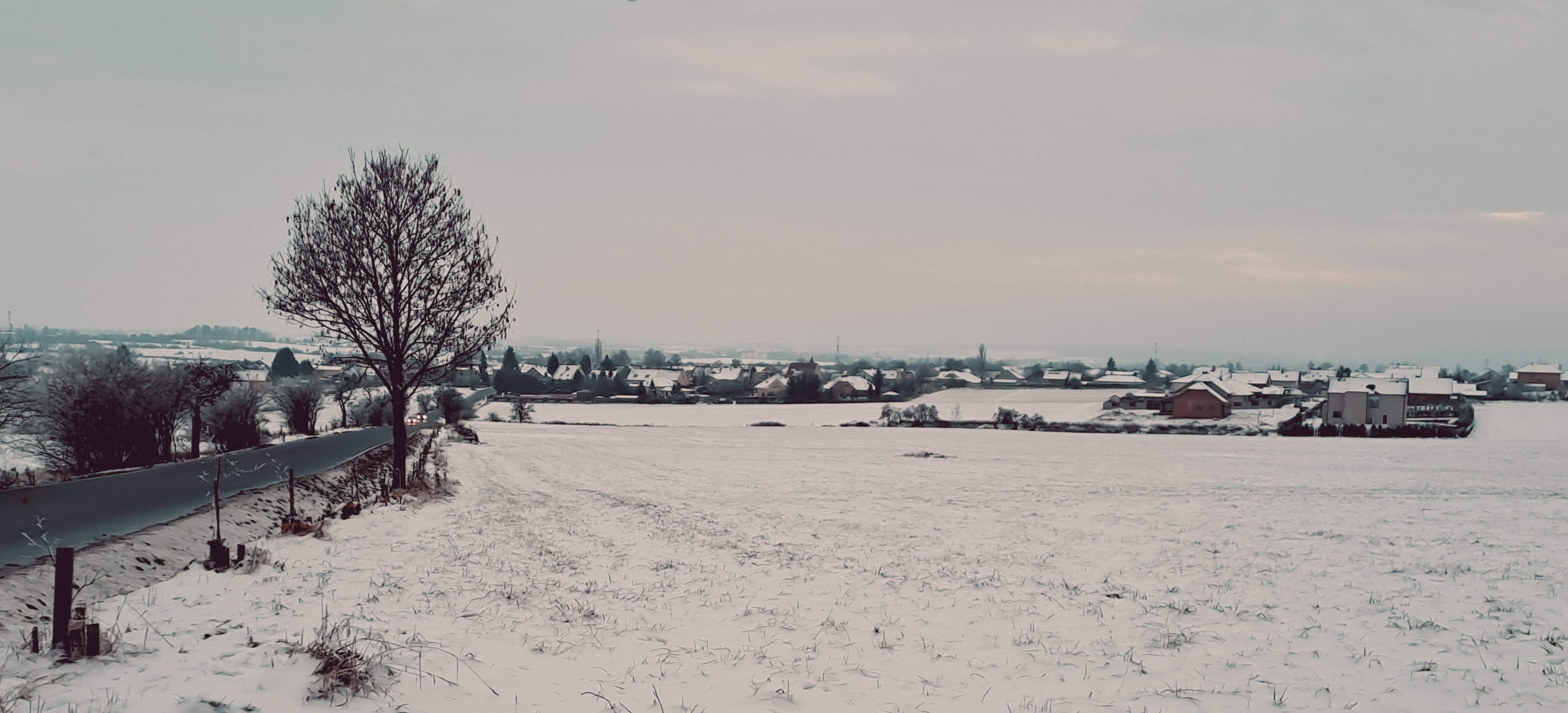
Pohled na Pletený Újezd od Kožovy hory
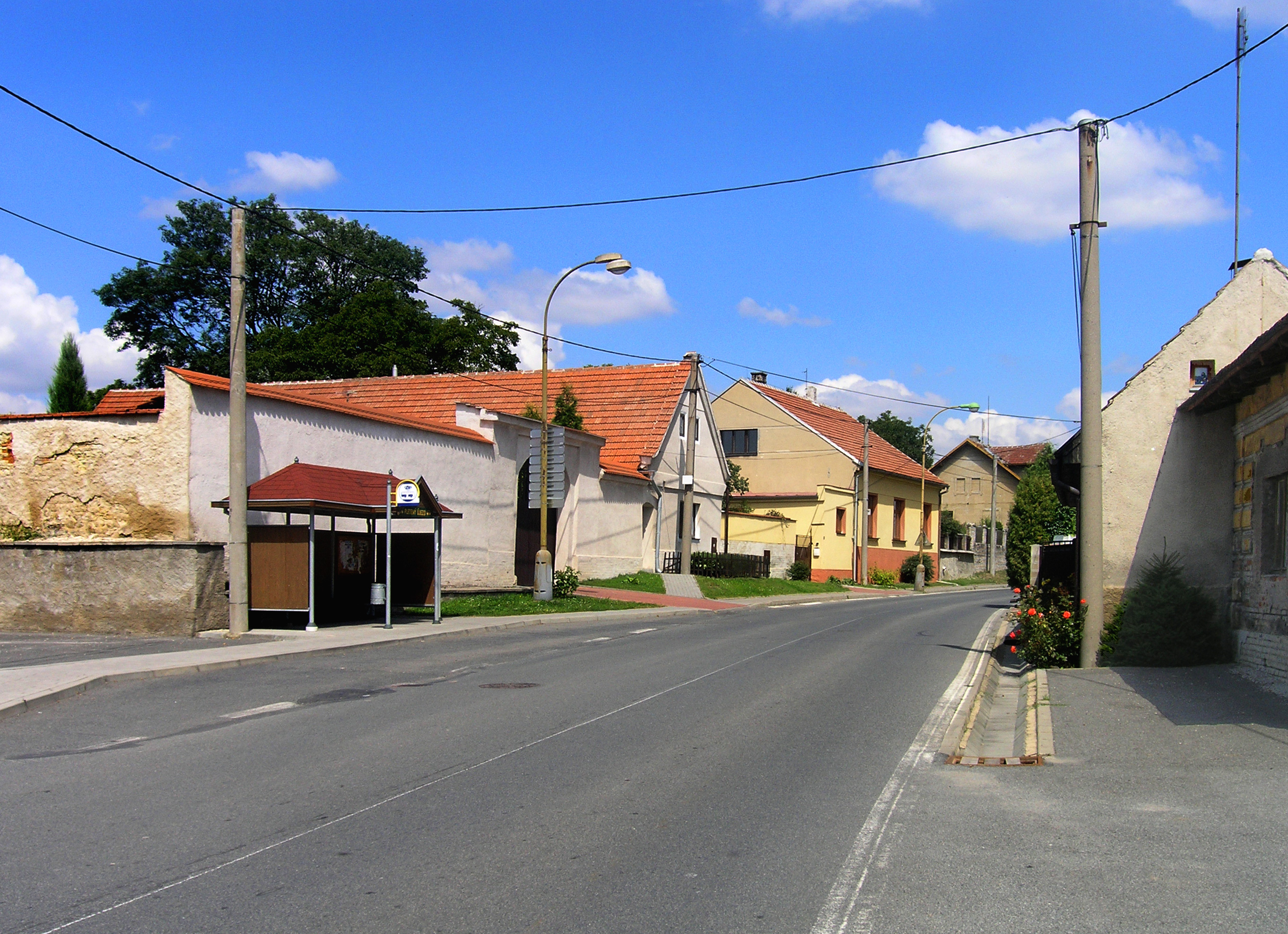
Kladenská ulice
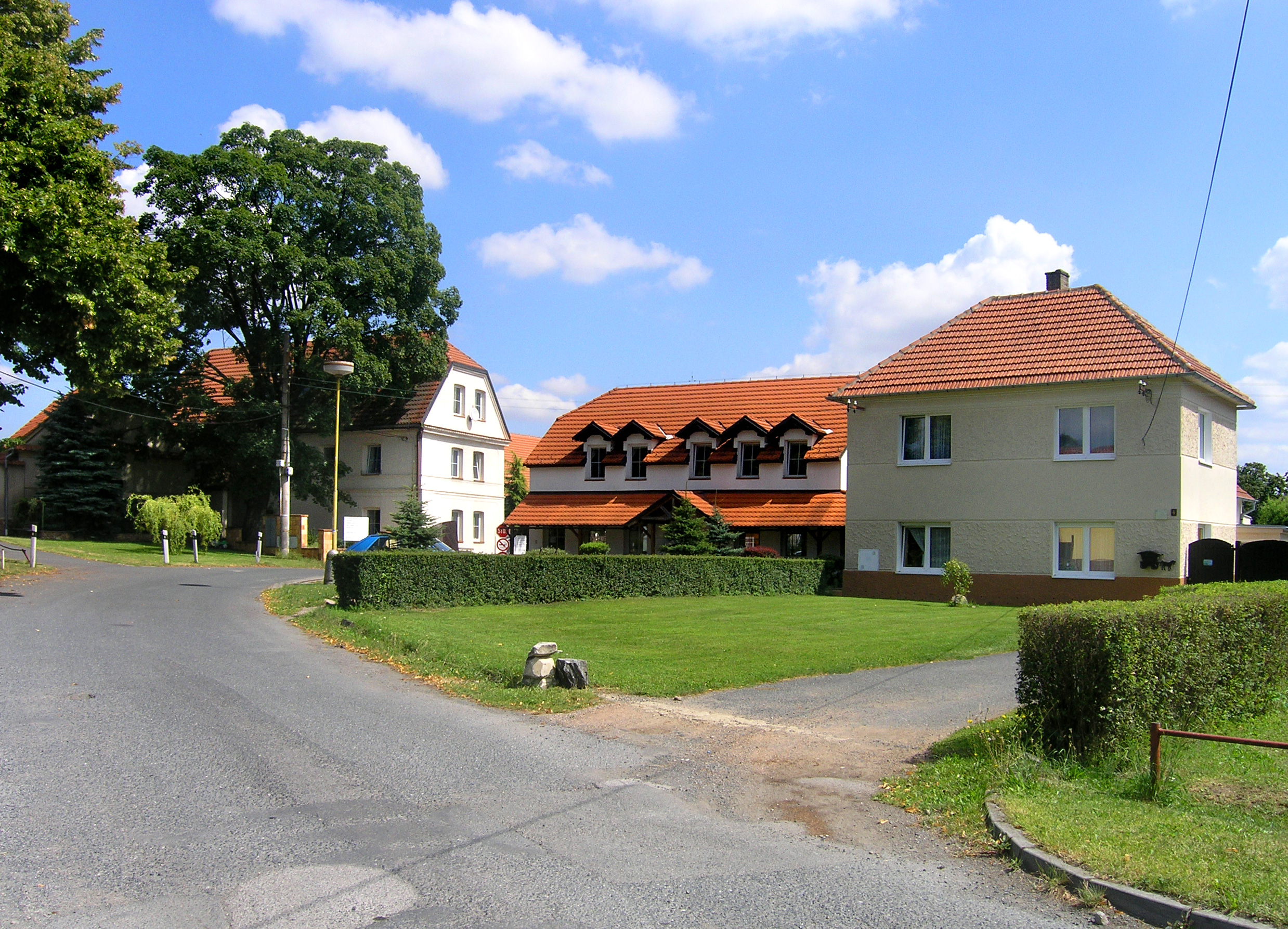
Družstevní ulice na východě

## Externí odkazy

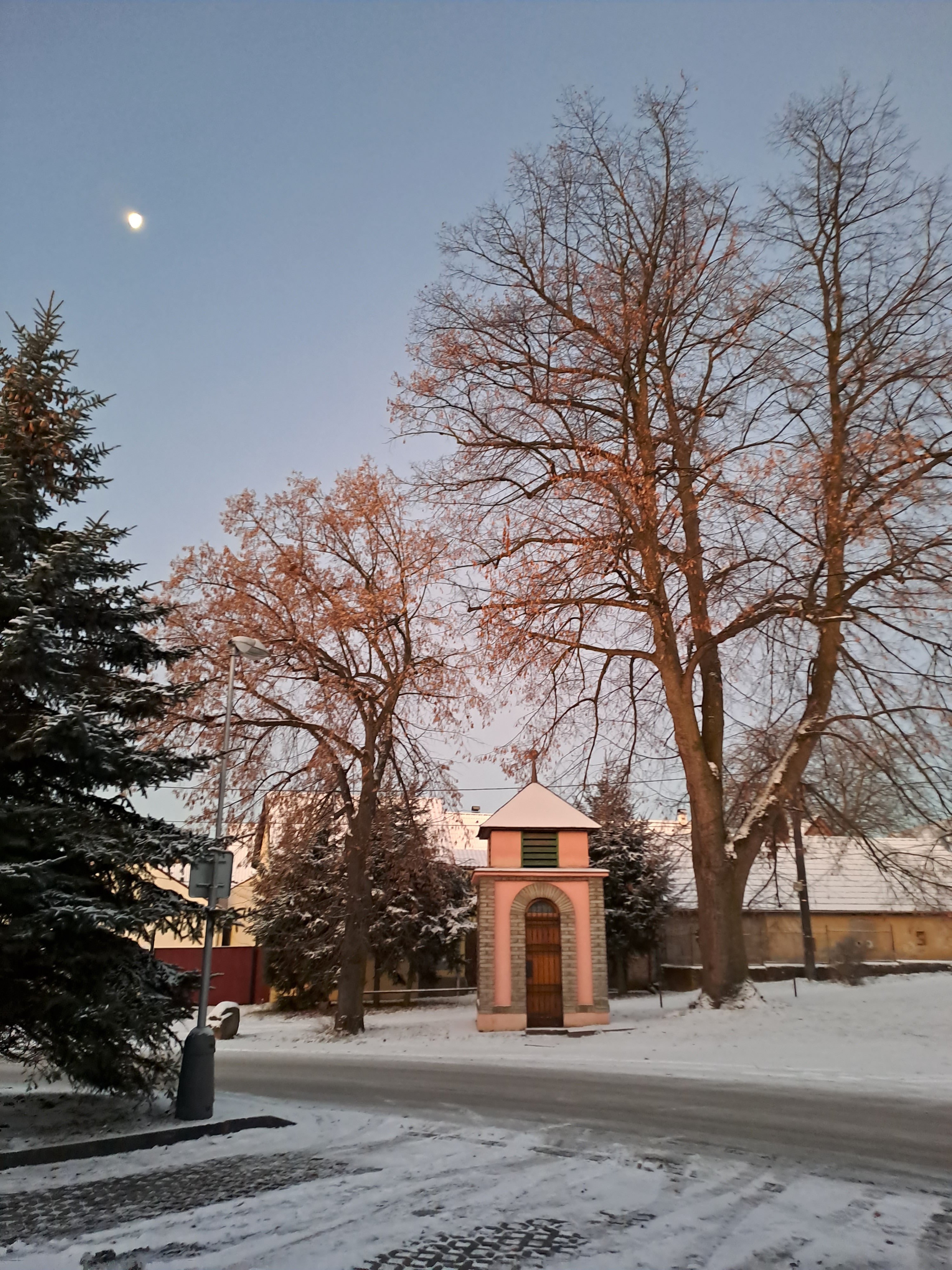
Kaplička